# Deus absconditus
Deus absconditus (lateinisch, „verborgener Gott“) bezeichnet die christliche Vorstellung von der prinzipiellen Unerkennbarkeit Gottes. Die Bezeichnung stammt aus der Bibel, genauer aus dem Buch Jesaja: „Fürwahr, du bist ein verborgener Gott, du Gott Israels, der Heiland.“ (45,15 )
Diese Konzeption war insbesondere für das Denken von Nikolaus von Kues, Blaise Pascal, Johannes Calvin und Martin Luther von großer Bedeutung.
Martin Luther entfaltete seine Ansichten zum Deus absconditus in seiner lateinisch abgefassten Schrift De servo arbitrio aus dem Jahre 1525. Den Gedanken hatte er aber bereits in seinen ersten Psalmenvorlesungen und in der Vorlesung über den Römerbrief zehn Jahre zuvor angedeutet.
Gegenbegriff zu Deus absconditus in der lutherischen Theologie ist Deus revelatus („offenbarter Gott“).